# Sun... Sex & Suspicious Parents
Sun... Sex and Suspicious Parents (letteralmente Sole... sesso e genitori sospettosi) è stato un programma televisivo britannico di genere reality, andato in onda per la prima volta dal 4 gennaio 2011 all'8 luglio 2015 sul canale BBC Three. In Italia è stato trasmesso dal 2012 sul canale 170 di Sky iLIKE.TV.
Il programma trattava le storie di alcuni adolescenti nelle loro prime vacanze estive all'estero, dove fanno tutto quello che in famiglia non hanno mai visto fargli e/o gli è vietato, senza sapere di essere segretamente spiati dai loro genitori, che si mostreranno ai figli solo l'ultimo giorno delle vacanze.
Dello show ne esiste una versione svedese, in onda su Kanal 5, intitolata Sol, fest och oroliga föräldrar.

## Puntate
La prima stagione è stata girata nell'estate 2010 e andata in onda dal gennaio 2011 nel Regno Unito e dal gennaio 2012 in Italia. La seconda è stata girata nell'estate 2011 e trasmessa dal gennaio 2012 in patria e dal giugno successivo in Italia.
La terza stagione, annunciata inizialmente come una nuova serie dal titolo The Big Vacation (La grande vacanza), è stata girata nell'estate 2012 e la prima visione inglese è avvenuta tra gennaio e febbraio 2013. Per la prima volta composta da 8 puntate anziché 7 (due puntate, non consecutive, sono ambientate a Zante), va in onda in Italia pochi mesi dopo la trasmissione originale, a partire dal 29 aprile, in versione completamente sottotitolata.
| Stagione         | Puntata | Prima TV originale | Prima TV Italia |
| ---------------- | ------- | ------------------ | --------------- |
| Prima stagione   | 7       | 2011               | 2012            |
| Seconda stagione | 7       | 2012               | 2012            |
| Terza stagione   | 8       | 2013               | 2013            |

## Location
- Ayia Napa (stagioni 1-3)
- Ibiza (stagioni 1-2)
- Kavos (stagioni 1-3)
- Kos (stagione 2-3)
- Magaluf (stagioni 1 e 3)
- Malia (stagioni 1-3)
- Zante (stagioni 1-3)

## Edizione italiana
Nell'edizione italiana del docu-reality le prime tre puntate della prima stagione sono presentati in lingua madre con sottotitoli in italiano, ad eccezione delle parti del narratore, doppiate in italiano. A partire dalla quarta puntata anche il resto dei dialoghi sono doppiati (in oversound).
Le ultime puntate delle stagioni sono dei "meglio di" delle puntate precedenti con inserti inediti realizzati una volta finite le vacanze. Nell'edizione italiana delle prime due stagioni i protagonisti provenienti dalle prime tre puntate sottotitolate sono stati doppiati, ci sono stati alcuni cambiamenti di doppiatori e altri sono rimasti invariati.
I personaggi sono doppiati il più delle volte da Eleonora Reti ed Leonardo Graziano.
La terza stagione viene invece mostrata completamente sottotitolata (compresa la parte del narratore).

## Critica
Il programma è stato giudicato da diverse recensioni nazionali. Metro lo ha definito "brillantemente di cattivo gusto", aggiungendo che bastasse per far "bagnare dall'eccitazione" le persone. Comunque, non tutte le critiche sono state positive con lo show. The Guardian lo ha classificato come "uno da perdere" e The Independent ha detto che è "una delle offerte più sgradevoli di BBC Three".

## Ascolti
La seconda stagione ha goduto di ottimi ascolti per un programma televisivo digitale. La puntata Ayia Napa è stato lo show multicanale più visto del 15 febbraio 2012 con 1.15 milione di spettatori, battendo The Only Way Is Essex. Malia ha avuto 899.000 spettatori, mentre Ibiza è stata confermata essere la puntata più vista del programma secondo BARB, con 1.42 milione di spettatori.